# Forte Santo Domingo
Il forte Santo Domingo è una fortezza storica situata nel distretto di Tamsui, nella città di Nuova Taipei. Edificato originariamente come forte in legno dagli spagnoli nel 1628, venne prima distrutto dagli stessi spagnoli in seguito alla sconfitta subita nel 1642 da parte degli olandesi, i quali ricostruirono il forte attuale sul sito del precedente rinominandolo "forte Antonio". Siccome gli olandesi erano chiamati dagli immigrati Han "gente dai capelli rossi", il forte venne soprannominato "forte Capelli Rossi" (in cinese: 紅毛城, in Pe̍h-ōe-jī: Âng-mn̂g-siâⁿ).
Nel 1724 il governo Qing riparò il forte e lo fornì di mura perimetrali con quattro portali. Dal 1868 in poi venne concesso come consolato dell'Impero britannico e nei suoi pressi venne edificata la residenza del console. Il forte venne brevemente occupato dal governo giapponese durante la guerra del Pacifico, ma a guerra conclusa venne restituito al controllo inglese.
Dopo la guerra, sebbene le relazioni diplomatiche ufficiali tra la Repubblica di Cina e Regno Unito si terminarono nel 1950, il forte ha continuato ad vedere la presenza di un'ambasciata britannica non ufficiale fino al 1972. In seguito il forte venne gestito dall'Australia prima e dagli Stati Uniti, prima che venisse riconsegnato nelle mani del governo di Taiwan nel 1980. Da allora il forte è un sito storico nazionale e aperto ai turisti.
Il sito del forte San Domingo include la fortezza, la residenza del console inglese e il portale meridionale costruito durante il periodo Qing. Il forte principale è considerato uno dei primi edifici costruiti sull'isola e di fronte alla fortezza erano posizionati dei cannoni che possono essere fatti risalire al periodo di Jiaqing. L'edificio della residenza del console inglese si trova ad est della fortezza principale ed è costruito secondo lo stile inglese. Il portale meridionale è l'unica struttura che segue lo stile cinese.
Il forte San Domingo è situato nei pressi del forte Hobe, edificato durante la tarda epoca Qing.

## Storia

### Dominio spagnolo
In seguito alla creazione di una colonia permanente a San Salvador (Palm Island), nel 1629 gli spagnoli procedettero con l'occupazione di Tamsui, centro di scambio commerciale tra mercanti cinesi e le tribù di nativi, dove costruirono un forte in legno. In una notte del 1636, però, un gruppo di armati locali, oppressi dalla tassazione imposta dagli spagnoli, riuscì ad assaltare il forte e a demolirlo. Nel 1637 gli spagnoli ricostruirono il forte, ma questa volta lo edificarono in pietra e con mura alte da otto a dodici piedi. Una chiesa dedicata alla Madonna del Rosario venne edificata su una collina e i locali aiutarono gli spagnoli durante la costruzione della strada che la collegava al forte. Il governatore olandese di Formosa Pieter Nuyts scrisse ai superiori della Compagnia delle Indie Orientali quanto gli spagnoli stessero minacciando i loro interessi e della necessità di inviare una spedizione per scacciarli dall'isola.
Dopo un primo tentativo fallito nel 1641, gli olandesi inviarono una seconda spedizione il 3 agosto 1642 che poteva contare su una squadra di quattro fregate, un grande cutter, nove piccoli vascelli e numerose navi da trasporto. Il forte capitolò in mani olandesi il 24 agosto dopo che questi riuscirono a montare le loro batterie di artiglieria su un'altura che comandava il forte. Furono gli stessi spagnoli, però, che razziarono il forte prima di capitolare e venire espulsi dall'isola. Per i forti edificati a Palm Islands si ritiene che vennero rasi al suolo dal figlio di Coxinga, Zheng Jing.

### Dominio olandese
In seguito alla spedizione del 1642, gli olandesi divennero i dominatori indiscussi dell'isola di Formosa, ricostruendo il forte sul sito del precedente e disponendo delle navi lungo il fiume Tamsui con l'intenzione di mantenere il controllo sul commercio di zolfo e pelli di cervo. Il forte venne rinominato forte Antonio in onore del Governatore generale delle Indie orientali olandesi dell'epoca Anthony van Diemen.
Nel 1644 il forte venne rimpiazzato da quello che è l'attuale forte, mantenendone il nome di forte Antonio. Il forte costruito con mattoni e pietra venne definito come impenetrabile da ogni mezzo bellico dell'epoca.

### Epoca cinese
Dal 1683 al 1867 il governo cinese sotto la dinastia Qing controllò il forte e nel 1724 edificò delle mura di pietra lungo il perimetro del forte con quattro portali, solo una delle quali si è mantenuta ad oggi.
In seguito alla seconda guerra dell'oppio, nel 1864 il forte divenne sede del consolato inglese. Il forte venne colpito nel 1884 dai bombardamenti francesi durante la battaglia di Tamsui, ma non subì danni. Il linguista Herbert Giles risiedette nel forte tra il 1885 e il 1888 dove completò alcuni dei suoi lavori sul sistema di romanizzazione Wade-Giles del cinese standard. Nel 1891 gli inglesi costruirono la residenza del console proprio a fianco del forte.
Il forte è adiacente all'Università Altheia che fonda le sue origini nel 1872, quando il reverendo George Leslie Mackay, un presbiteriano canadese, stabilì una missione e in seguitò una scuola e una stazione per il servizio medico.

### Epoca moderna
Il consolato chiuse durante il periodo della seconda guerra mondiale per essere poi riaperto a guerra conclusa. Dal secondo dopoguerra fino al 1980, il forte rimase sede di un consolato britannico non ufficiale, in quanto il Regno Unito non riconobbe la Repubblica di Cina. Dal 1980 il governo di Taiwan decise di convertire il forte in un museo, i cui interni vennero ristrutturati grazie alle foto dell'epoca. Oggi è considerato come un importante sito storico e noto con il nome di Residenza del Consolato Britannico.